# شارلوت بارتون
شارلوت بارتون (انگلیسی: Charlotte Burton؛ ‏ ۳۰ مهٔ ۱۸۸۱ – ۲۸ مارس ۱۹۴۲) هنرپیشه اهل ایالات متحده آمریکا بود. 
از فیلم‌هایی که وی در آن‌ها نقش داشته‌است، می‌توان به قدرت دونالد مکنزی اشاره نمود.